# 아폴로니 사바티에

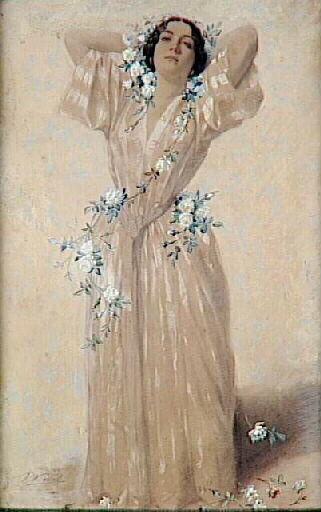

아폴로니 사바티에(Apollonie Sabatier, 1822년 4월 8일 ~ 1890년 1월 3일)는 프랑스의 창부이다.
샤를빌메지에르에서 태어났다. 가족이 파리로 이주하였고 그곳에서 학교 졸업 후 오페라 가르니에에서 가창을 시작했다. 미술 모델이 되어 1847년 Femme piquée par un serpent 상이 제작되어 지금은 오르세 미술관에 전시되어 있다.
1890년 1월 3일 뇌이쉬르센에서 인플루엔자로 사망했다.